# Акакијев раскол
Акакијев раскол је западњачки назив за црквени раскол из 484. године, који је избио између Римске цркве и Цариградске патријаршије. То је био први велики раскол између западног и источног хришћанства, који је потрајао све до 519. године. Виновник раскола је био римски папа Феликс III  (483—492), тако да се читав сукоб на истоку назива и Феликсов раскол.
Повод за избијање раскола била су христолошка разилажења, односно раскол унутар хришћанства настао након Халкедонског сабора, који је био одржан 451. године. Један од узрока биле су и специфичне политичке околности, настале након пропасти Западног римског царства 476. године.

## Раскол
Пред почетак раскола, Источним римским царством је владао Зенон, непопуларни цар чије су прве године владавине обележене војничким побунама и династијским сплеткама који је због тога тражио подршку у Сирији, Палестини и Египту чије се свештенство све више дистанцирало од правоверног, односно "халкедонског" хришћанства прихватајући уместо њега монофизитизам. Да би помирио две стране, Зенон је 482. године издао Хенотикон, Указ о Јединству који је садржавао христолошку формулу која је требало да представља компромис између монофизита и халкедонаца.
Иако њиме нису били у потпуности задовољни, умерени монофизити су прихватили Указ, укључујући и александријског патријарха Петра Монгуса. За узврат је Зенон помиловао Монгуса који је осуђен на смрт као јеретик јер је деловао у илегали још од 477. године. Дотадашњег патријарха Јована Талаја је прогнао из земље.
Хенотикон, међутим, није прихватао папа Симплиције, једини хришћански патријарх чије се седиште — Рим — тада није налазило под царском влашћу. Симплиције није прихватио Указ делом због тога што се цар са њим није консултовао нити сазивао црквени синод. Његов наследник Феликс III пружио је Јовану Талаји уточиште и 484. године од Зенона и Акакија затражио да повуку Хенотикон и осуде Петра Монгуса. Када су ови то одбили, Феликс је екскомуницирао Акакија и Монгуса. Тада су по први пут у историји прекинуте везе између Константинопоља и Рима.
Након Акакијеве смрти (488), његови наследници Фравита и Еуфемије су се покушали измирити са Римом, али су ти напори остали узалудни због новог цара Анастасија I који је симпатизовао монофизите. Раскол је завршен тек 518. године уз помоћ византијског цара Јустина I и патријарха Јована Кападокијског који су склопили споразум са папом Хормиздом. Шизма је формално окончана 24. марта 519. године.